# Zone de lecture optique

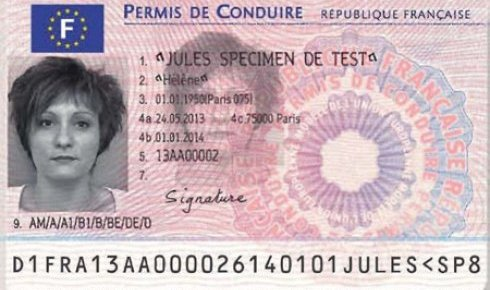
Format de permis de conduire européen avec zone de lecture optique en partie inférieure.

Une zone de lecture automatique, ou zone de lecture optique (MRZ, de l'anglais machine-readable zone) est une zone, sur un document officiel, réservée à la lecture, à l'identification et à la validation de ce document.
Ainsi, des documents tels que passeport, carte nationale d’identité française, carte de séjour, permis de conduire peuvent ou doivent comporter, selon les pays et selon les versions de documents, une zone de lecture optique.
La zone de lecture optique est normalisée par l'Organisation de l'aviation civile internationale (OACI) (OACI/ICAO 9303),
reprise dans la norme ISO/CEI 7501-1:2008 (et le supplément OACI).